# Centro Universitário das Faculdades Metropolitanas Unidas
Centro Universitário das Faculdades Metropolitanas Unidas (FMU) é uma instituição de ensino superior brasileira sediada no município de São Paulo. Foi fundada em 1968 pelo professor Edevaldo Alves da Silva, em conjunto com os professores Onésimo Silveira, então Procurador de Justiça do Estado de São Paulo, Arnold Fioravante e Paulo Guaracy Silveira. 

## História
A FMU iniciou suas atividades em de 11 de julho de 1968, e o primeiro vestibular aconteceu no mesmo mês. A FMU transformou-se em Centro Universitário, pelo decreto sem número, de 23 de março de 1999.
Em agosto de 2013, a instituição foi adquirida pelo grupo americano Laureate International Universities, pertencendo ao mesmo até maio de 2021, quando a instituição foi vendida para o grupo Ânima Educação.

## Controvérsias
Em dezembro de 2012, a FMU foi vetada pelo Ministério da Educação (MEC) de realizar novos vestibulares do curso de Tecnologia em Análise e Desenvolvimento de Sistemas, por ter um desempenho insatisfatório em 2008 e em 2011 no Conceito Preliminar de Curso (CPC). Após novas avaliações, em 2013 o MEC vetou o vestibular de vários outros cursos para o vestibular de 2014.

## Ex-alunos notáveis

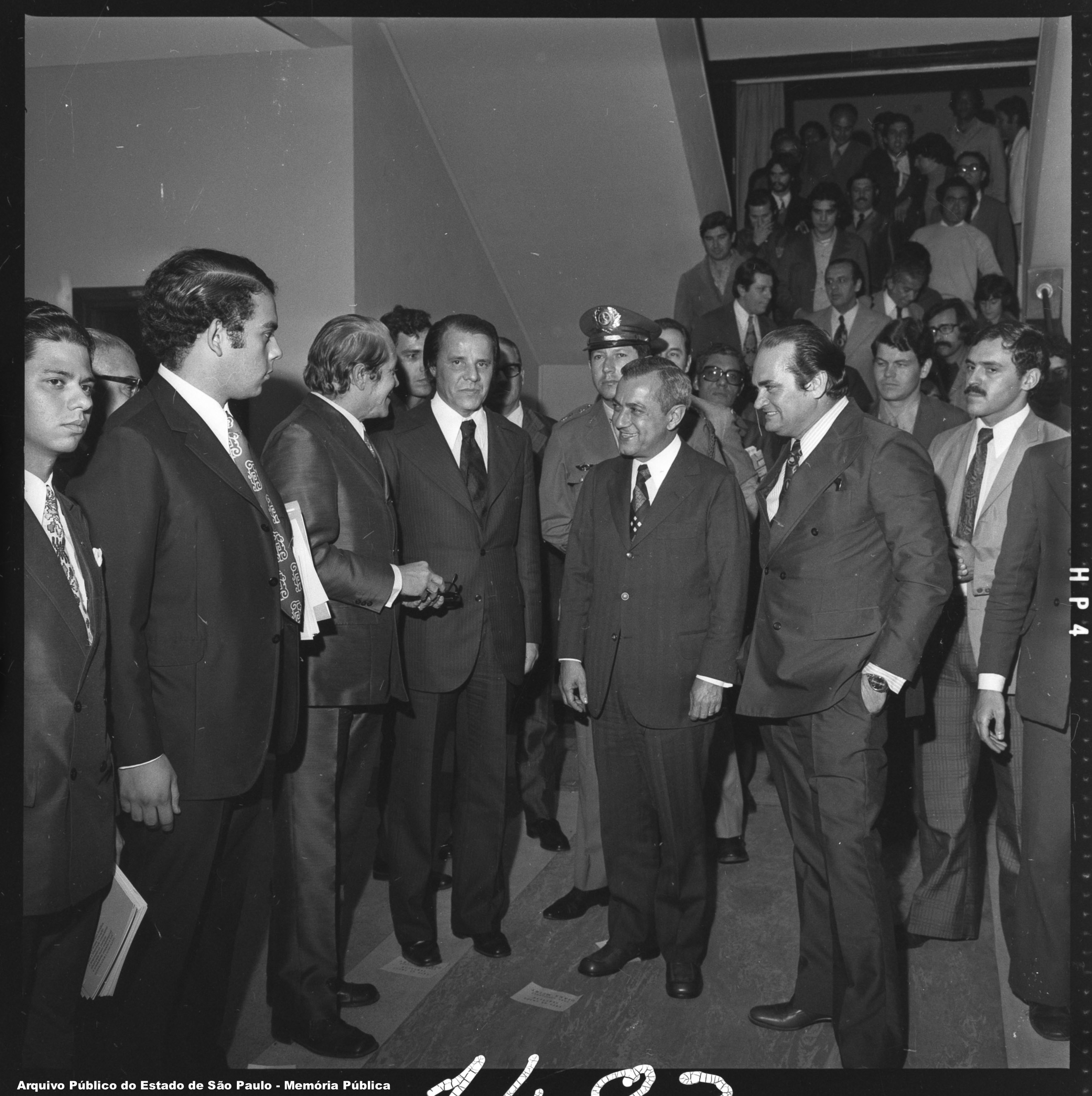
O governador Natel visita a sede das Faculdades Metropolitanas Unidas, sendo acompanhado pelo professor Edevaldo Alves da Silva (à esquerda), 1972.
Arquivo Público do Estado de São Paulo.

Famosos que estudaram na FMU incluem:
- Cleber Machado, cursou jornalismo.[10]
- Eliana, cursou psicologia.[11]
- Sabrina Sato, cursou jornalismo.[11]
- Daniela Cicarelli, cursou direito.[11]